# Dev1ce
Nicolai Reedtz (født 8. september 1995 i Vejle), bedre kendt som dev1ce (også kendt som device eller devve), er en dansk professionel Counter-Strike: Global Offensive-spiller, der spiller for det danske e-sportshold Astralis. I januar 2017 vandt Nicolai Reedtz sammen med resten af Astralis, major-turneringen ELEAGUE Major (en) efter en tæt finale mod det polske hold Virtus.Pro, som det første danske hold nogensinde. I september 2018 vandt Nicolai Reedtz og Astralis deres anden major-turnering FaceIt Major: London, mod det Ukrainske hold Na'Vi. I 2019 vandt de deres tredje major, ved navn IEM Katowice 2019 (Intel Extreme Masters 2019).[kilde mangler]
Den 8. september 2019 - på Nicolai Reedtz' fødselsdag - vandt Astralis deres fjerde major-turnering som det første hold i historien.[kilde mangler]
Astralis vandt også verdens første "Intel Grand Slam", som de fik 1.000.000 USD for at vinde.[kilde mangler]
En overgang spillede han for det svenske hold Ninjas In Pyjamas.